# Rajamitrabhorns orden

Rajamitrabhorns orden (thailändska: เครื่องราชอิสริยาภรณ์อันเป็นมงคลยิ่งราชมิตราภรณ์ uttalas, Khrueang Ratcha Itsariyaphon An Pen Mongkhon Ying Ratchamittraphon) är den högsta kungliga orden i Thailand. Orden instiftades den 11 juni 1962 av kung Rama IX. Den tilldelas utländska statschefer och har endast en klass (riddare).
Kung Carl XVI Gustaf och Drottning Silvia blev tilldelade denna orden den 23 februari 2003 vid ett statsbesök till Thailand.
Ordenstecknet är en treudd på ett chakra (livets hjul). Bandet är gult med vita och blå ränder på kanterna och bärs från höger axel till vänster höft. Kraschanen har en bild av Narayana på Garuda och bärs på vänster sida.